# Най-бърза обиколка
Най-бърза обиколка в автомобилните състезания (например Формула 1) е обиколка, направена за най-кратко време и с най-висока средна скорост.
При завършване на състезанието, най-бързата обиколка се записва в официалните резултати.